# 双津竜順一
双津竜 順一（ふたつりゅう じゅんいち、本名：山本 順一、1950年〈昭和25年〉2月28日 - 2014年〈平成26年〉8月12日）は、北海道室蘭市出身で時津風部屋に所属していた元大相撲力士。身長185cm、体重171kg。最高位は東小結（1979年7月場所）。得意技は右四つ、寄り。現役時代のニックネームは「ゾウさん」。後述の理由により、角界追放後は報道などでは本名の「山本順一」で一般的に紹介されることが多い。

## 来歴
1950年、製鉄所勤務の父の3人兄弟の長男として室蘭市で生まれた。中学在学中、時津風部屋に入門。1963年9月場所前に新弟子検査に合格したが、実際に前相撲を取ったのは翌1964年1月場所である。この頃の同学年には、後にプロレスに転身した天龍源一郎がいた。関取を目前とした1969年9月場所には、同じ時津風部屋所属で同郷の11代粂川（元前頭1・双ツ龍）に肖り「双ツ竜」と改名。同場所を幕下優勝で飾り、翌11月場所には19歳の若さで十両に昇進した。だが双津竜が関取に昇進する直前、時津風部屋の関取は時葉山しかおらず、双津竜の関取昇進によって部屋を関取消滅の危機から救ったことになる。しかし立合いがやや遅かったこともあり、2年以上十両から脱却することができなかった。1972年3月場所にようやく新入幕を果たす。
全盛期には180キロもあり、当時の世代としては異例の巨漢であった。体力を生かした豪快な相撲で右四つになると特に力を発揮した。一方で故障が多く幕内と十両を往復することが多々あったが、1977年9月場所の5度目の入幕以降幕内に定着し、1979年7月場所には最高位となる小結まで番付を上げた。これが双津竜にとって最初で最後の三役経験であった。しかし1980年3月場所で右腕の上腕二頭筋を断裂して途中休場して以降は幕内から遠ざかると、1982年1月場所には幕下に陥落した。幕下でも相撲を取り続けたが、十両に返り咲くことはなく同年11月場所を最後に現役を引退、年寄・錦島を襲名した。翌1983年には双津竜の引退相撲が行われたが同じ場所で廃業し、かつ同部屋である元前頭4・山口（幕内在位時は谷嵐）、元前頭12・牧本と合同で『双津竜引退錦島襲名 山口・牧本引退披露大相撲』として行われた。

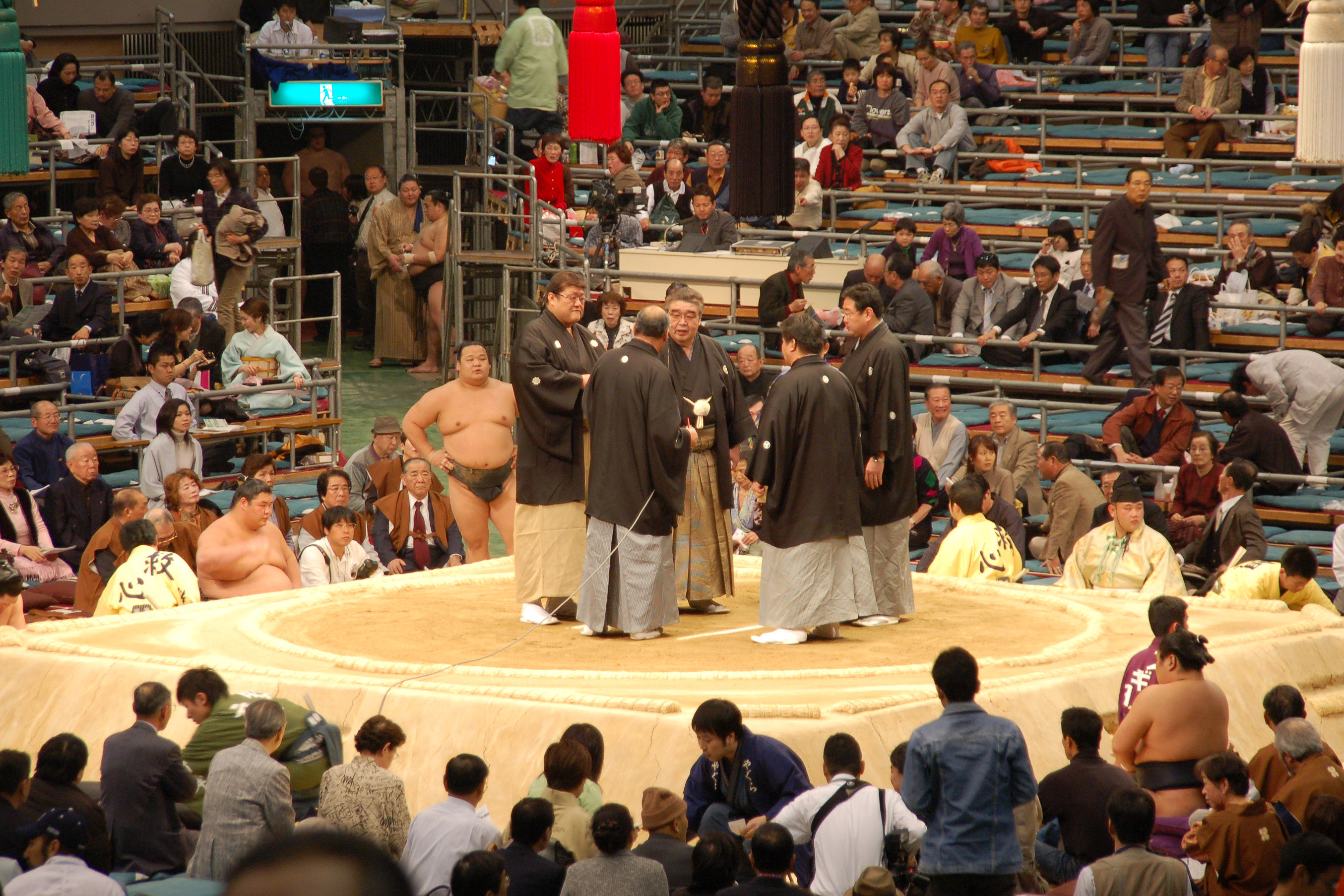
時津風親方時代（土俵上に立つ勝負審判五人の写真中央。）。

引退後は20年にわたり時津風部屋の部屋付きの親方として後進の指導に当たった後、2002年に定年を迎えた先代の時津風（元大関・豊山）の後継者に指名され、8月に時津風部屋を継承した。部屋の師匠としては関脇・豊ノ島、小結・時天空らを育成した。
2007年4月に弟子で新小結・豊ノ島が横綱の朝青龍との稽古中に怪我を負った際、出稽古拒否も辞さない構えで朝青龍に対し「悪意に満ちた稽古だ」など激しく批判したが、朝青龍の師匠である高砂親方から詫びの電話があり、騒動は終結した。
ところが、2007年の名古屋場所直前に序ノ口力士の時太山を死に至らしめる時津風部屋力士暴行死事件が発生。時津風はその際に「死亡した力士にはマリファナの使用歴があった」等の発言をしたため、物議を醸した。名古屋場所は審判委員を辞退している。2007年9月末、時津風がビール瓶で時太山の頭を殴打するなど暴行の事実を認めた事が報じられた。また時太山が倒れた直後も救急車を呼ばず弟子たちに口止めしたり、時太山の遺族に火葬の承諾を取ろうとした（遺族側は拒否し地元で行政解剖し暴行が発覚している。）。検視を行った愛知県警察が「虚血性心疾患」と誤った発表をしたことも発覚している。時津風本人は2007年10月3日にテレビ番組で一転して暴行の事実を否定した。自著『悪者扱い』では、暴行は三人の弟子が行っていたことで自分は知らず、三人が口裏を合わせて時津風に罪を負わせたとしているが、マスコミはこれについて反証などを行わず時津風の暴行として報道し続けている。
2007年10月5日に日本相撲協会から解雇された。解雇は除名の次に厳しい処分で、1997年1月の16代山響（元小結・前乃臻）以来2例目、部屋持ち親方としては史上初である。以降、報道等では本名の山本順一で紹介されるようになった。
2008年2月7日、愛知県警に傷害致死容疑で逮捕され、2009年5月29日名古屋地裁で懲役6年の実刑判決を言い渡され、即日控訴。判決後、保証金の1000万円を納め保釈された。日本相撲協会に対しては約2000万円の退職金を請求したが、支払いを拒否されたため協会を提訴した。2010年1月22日に退職金1588万円を支払うことで和解した。
2010年4月5日に開かれた名古屋高裁での控訴審判決は、相撲協会からの退職金を遺族に支払った事で情状酌量され一審判決を破棄し懲役5年とされたが、即日上告した。2011年7月20日、事件についての暴露本となる『悪者扱い』を出版した。出版を記念したニコニコ生放送でのインタビューで時津風本人は同年2月から角界を揺るがした八百長問題について「私も昔、やりました」と明かした。時期や回数については「十両に上がってから10番ぐらい」と話したものの対戦相手などは明言しなかった 。
2011年8月29日、最高裁判所は上告を棄却する決定をし、二審判決の懲役5年の実刑判決が確定した。その後は三重刑務所に服役していたが、肺癌と診断されたため三重県内の病院で治療を受けた。後に病気のため刑の執行停止がなされ、東京都内の大学病院に入院したが病状が悪化し2014年8月12日未明に死去。64歳没。

## 人物
「ゾウさん」の愛称で呼ばれるなど一見温厚でおっとりした人柄で知られ、普段は暴行死事件を引き起こすような人柄ではなかったという。角界において双津竜に好意的な人物として豊ノ島がおり、双津竜の訃報に際して弟子の豊ノ島は、「相撲人生を左右する時期に、いい意味で厳しく育ててもらった」「個人としてはかわいがってもらいました」と感謝の意を表して双津竜の死を偲んでいた。豊ノ島が高卒叩き上げとして三役まで上がれたのは沢山の先輩が熱心に指導してくれたからという実体験から弟子をよく褒め長所を伸ばす指導を行ったためであると知られ、前述のように豊ノ島が朝青龍との稽古で重傷を負わされた際には敢然と猛抗議した。
しかしながら一方で、酔って弟子に当たる様子が何度も目撃されるなど酒癖の悪さも有名であり、暴行死事件に関しても酒により現れた別人格が引き起こしたという評判が多く聞かれた。双津竜の関係者によると、「酒の強さなら間違いなく横綱」という酒豪であり、1973年に日中国交正常化を記念して北京で開かれた中国公演では60度もある茅台酒を一気飲みして、自身も酒豪であった当時の首相・周恩来を驚かせたという。
現役時代から親しかった蔵玉錦は双津竜死去直前の2014年6月に見舞いへ行った際、抗がん剤によるがん治療を始めたことも明かされていたと証言している。同年8月12日に双津竜の死去が報じられた際には蔵玉錦も「（当日の）午前中に連絡が入り、きのうの夜中に亡くなったと聞いた。先月、病院で会った時はすこぶる元気だった。うまそうにかき氷を食べていたのに…」と、その様子を説明している。

## 主な成績
- 生涯成績：676勝669敗30休 勝率.503
- 幕内成績：186勝226敗23休 勝率.451
- 現役在位：118場所
- 幕内在位：29場所[1]
- 三役在位：1場所 （小結1場所）[1]
- 各段優勝
  - 十両優勝：2回（1975年5月場所、1975年11月場所）[1]
  - 幕下優勝：1回（1969年9月場所）

### 場所別成績
| | 一月場所 初場所（東京） | 三月場所 春場所（大阪） | 五月場所 夏場所（東京） | 七月場所 名古屋場所（愛知） | 九月場所 秋場所（東京） | 十一月場所 九州場所（福岡） |
| --- | ----------------------- | ----------------------- | ----------------------- | --------------------------- | ----------------------- | --------------------------- |
| 1963年 （昭和38年） | x                       | x                       | x                       | x                           | （前相撲）              | （前相撲）                  |
| 1964年 （昭和39年） | （前相撲）              | 西序ノ口23枚目 2–5      | 西序ノ口8枚目 4–3       | 東序二段97枚目 3–4          | 東序二段108枚目 4–3     | 東序二段75枚目 5–2          |
| 1965年 （昭和40年） | 東序二段26枚目 2–5      | 西序二段54枚目 5–2      | 西序二段19枚目 4–3      | 東三段目83枚目 4–3          | 東三段目67枚目 4–3      | 西三段目44枚目 3–4          |
| 1966年 （昭和41年） | 東三段目56枚目 2–5      | 西三段目75枚目 5–2      | 東三段目41枚目 4–3      | 東三段目20枚目 5–2          | 西幕下82枚目 3–4        | 東幕下93枚目 4–3            |
| 1967年 （昭和42年） | 西幕下81枚目 4–3        | 西幕下67枚目 4–3        | 西三段目6枚目 4–3       | 西幕下54枚目 5–2            | 西幕下35枚目 2–5        | 東幕下44枚目 2–5            |
| 1968年 （昭和43年） | 東幕下58枚目 3–4        | 西三段目8枚目 6–1       | 西幕下42枚目 6–1        | 西幕下25枚目 4–3            | 西幕下20枚目 4–3        | 西幕下14枚目 3–4            |
| 1969年 （昭和44年） | 東幕下17枚目 2–5        | 東幕下33枚目 5–2        | 東幕下18枚目 5–2        | 東幕下9枚目 2–5             | 東幕下20枚目 優勝 7–0   | 西十両13枚目 10–5           |
| 1970年 （昭和45年） | 東十両7枚目 8–7         | 西十両4枚目 8–7         | 西十両2枚目 5–10        | 西十両9枚目 9–6             | 東十両5枚目 6–9         | 西十両9枚目 9–6             |
| 1971年 （昭和46年） | 西十両3枚目 6–9         | 東十両10枚目 12–3       | 東十両4枚目 6–9         | 東十両6枚目 7–8             | 東十両7枚目 8–7         | 西十両3枚目 9–6             |
| 1972年 （昭和47年） | 東十両筆頭 10–5         | 東前頭9枚目 8–7         | 東前頭4枚目 6–9         | 西前頭6枚目 7–8             | 西前頭8枚目 7–8         | 東前頭11枚目 4–11           |
| 1973年 （昭和48年） | 東十両4枚目 6–9         | 東十両10枚目 9–6        | 西十両4枚目 9–6         | 西十両筆頭 9–6              | 東前頭12枚目 7–8        | 東十両2枚目 5–10            |
| 1974年 （昭和49年） | 西十両7枚目 8–7         | 西十両3枚目 9–6         | 東十両筆頭 5–10         | 東十両10枚目 9–6            | 西十両2枚目 7–8         | 東十両5枚目 6–9             |
| 1975年 （昭和50年） | 東十両10枚目 8–7        | 東十両9枚目 8–7         | 西十両7枚目 優勝 11–4   | 西前頭13枚目 4–11           | 西十両5枚目 8–7         | 東十両3枚目 優勝 12–3       |
| 1976年 （昭和51年） | 東前頭11枚目 11–4       | 東前頭3枚目 4–11        | 西前頭9枚目 8–7         | 東前頭7枚目 8–7             | 東前頭5枚目 4–11        | 西前頭10枚目 休場 0–0–15    |
| 1977年 （昭和52年） | 西十両9枚目 8–7         | 西十両7枚目 8–7         | 東十両6枚目 8–7         | 東十両4枚目 10–5            | 東前頭12枚目 9–6        | 東前頭7枚目 9–6             |
| 1978年 （昭和53年） | 東前頭3枚目 4–11        | 東前頭9枚目 9–6         | 東前頭4枚目 4–11        | 西前頭11枚目 8–7            | 西前頭8枚目 9–6         | 東前頭4枚目 5–10            |
| 1979年 （昭和54年） | 東前頭9枚目 7–8         | 西前頭10枚目 8–7        | 東前頭7枚目 10–5        | 東小結 4–11                 | 西前頭7枚目 8–7         | 西前頭4枚目 5–10            |
| 1980年 （昭和55年） | 西前頭8枚目 6–9         | 東前頭13枚目 3–4–8      | 西十両9枚目 9–6         | 東十両6枚目 7–8             | 東十両8枚目 5–10        | 東十両12枚目 8–7            |
| 1981年 （昭和56年） | 西十両7枚目 6–9         | 西十両11枚目 9–6        | 西十両5枚目 4–11        | 西十両10枚目 9–6            | 東十両7枚目 6–9         | 西十両12枚目 4–11           |
| 1982年 （昭和57年） | 東幕下7枚目 3–4         | 西幕下12枚目 4–3        | 西幕下8枚目 3–4         | 西幕下15枚目 休場 0–0–7     | 東幕下50枚目 5–2        | 西幕下32枚目 引退 1–6–0     |
| 各欄の数字は、「勝ち-負け-休場」を示す。 優勝 引退 休場 十両 幕下 三賞：敢=敢闘賞、殊=殊勲賞、技=技能賞 その他：★=金星 番付階級：幕内 - 十両 - 幕下 - 三段目 - 序二段 - 序ノ口 幕内序列：横綱 - 大関 - 関脇 - 小結 - 前頭（「#数字」は各位内の序列） |                         |                         |                         |                             |                         |                             |

### 幕内対戦成績
| 力士名      | 勝数 | 負数 | 力士名   | 勝数 | 負数 | 力士名   | 勝数 | 負数 | 力士名 | 勝数 | 負数 |
| ----------- | ---- | ---- | -------- | ---- | ---- | -------- | ---- | ---- | ------ | ---- | ---- |
| 青葉城      | 8    | 6    | 青葉山   | 3    | 6    | 朝汐     | 1    | 1    | 朝登   | 3    | 1    |
| 旭國        | 1    | 1    | 荒勢     | 4    | 8    | 巌虎     | 0    | 1    | 巨砲   | 1    | 2    |
| 大錦        | 1    | 4    | 大登     | 0    | 1    | 大鷲     | 3    | 2    | 魁輝   | 5    | 6    |
| 魁傑        | 2    | 5    | 影虎     | 1    | 0    | 和錦     | 1    | 0    | 和晃   | 1    | 0    |
| 金城        | 2    | 4    | 北瀬海   | 4    | 5    | 北の湖   | 0    | 7    | 麒麟児 | 5    | 3    |
| 黒瀬川      | 3    | 5    | 黒姫山   | 5    | 8    | 高鉄山   | 1    | 3    | 琴風   | 1    | 3    |
| 琴ヶ嶽      | 2    | 1    | 琴乃富士 | 3    | 1    | 琴若     | 5    | 3    | 小沼   | 1    | 0    |
| 金剛        | 2    | 2    | 蔵玉錦   | 3    | 1    | 白田山   | 2    | 0    | 大峩   | 3    | 2    |
| 大豪        | 0    | 1    | 大觥     | 2    | 1    | 大受     | 1    | 3    | 大雪   | 1    | 0    |
| 大雄        | 2    | 1    | 大竜川   | 1    | 4    | 隆の里   | 9    | 4    | 貴ノ花 | 1    | 5    |
| 高見山      | 5    | 8    | 玉輝山   | 6    | 5    | 玉ノ富士 | 2    | 7    | 千代櫻 | 1    | 1    |
| 千代の富士  | 3(1) | 2    | 照の山   | 2    | 3    | 出羽の花 | 7    | 2    | 天龍   | 2    | 1    |
| 闘竜        | 0    | 1    | 栃赤城   | 5    | 4    | 栃東     | 2    | 5    | 栃勇   | 2    | 1    |
| 栃富士      | 0    | 1    | 羽黒岩   | 3    | 2    | 播竜山   | 7    | 5    | 福の花 | 2    | 2    |
| 富士櫻      | 4    | 4    | 藤ノ川   | 1    | 0    | 二子岳   | 2    | 4    | 鳳凰   | 3    | 0    |
| 増位山      | 2    | 7    | 舛田山   | 5    | 4    | 三重ノ海 | 1    | 4    | 三杉磯 | 3    | 4    |
| 満山        | 0    | 1    | 陸奥嵐   | 4    | 1    | 吉王山   | 2    | 2    | 義ノ花 | 0    | 1    |
| 琉王        | 1    | 3    | 若獅子   | 3    | 2    | 若浪     | 1    | 0    | 若ノ海 | 1    | 2    |
| 若乃花(2代) | 0    | 4    | 若二瀬   | 1    | 1    | 輪島     | 0    | 4    | 鷲羽山 | 6    | 1    |

## 改名歴
- 山本 順一（やまもと じゅんいち）1963年9月場所
- 山本川 順一（やまもとかわ-）1963年11月場所～1969年7月場所
- 双ツ竜 順一（ふたつりゅう-）1969年9月場所～1971年9月場所
- 双津竜 順一（ふたつりゅう-）1971年11月場所～1982年11月場所

## 年寄変遷
- 錦島 順一（にしきじま）1982年11月～2002年8月
- 時津風 順一（ときつかぜ）2002年8月～2007年10月

## 著書
- 『悪者扱い』（竹書房：2011年7月）　ISBN 9784812446751